# Pardosa leipoldti
Pardosa leipoldti är en spindelart som beskrevs av William Frederick Purcell 1903. Pardosa leipoldti ingår i släktet Pardosa och familjen vargspindlar. Inga underarter finns listade i Catalogue of Life.